# Gran Premio motociclistico del Giappone 1994
Il Gran Premio motociclistico del Giappone 1994 fu il terzo Gran Premio della stagione e si disputò il 24 aprile 1994 sul circuito di Suzuka.
Nella classe 500 il vincitore fu Kevin Schwantz su Suzuki davanti alle Honda di Mick Doohan e Shin'ichi Itō; nella 250 il podio fu occupato da Tadayuki Okada, alla prima vittoria nel motomondiale, seguito da Loris Capirossi e Tōru Ukawa, all'esordio nel motomondiale come wild card. Il podio della classe 125 fu occupato interamente da piloti giapponesi, con Takeshi Tsujimura vincitore davanti a Kazuto Sakata e Hideyuki Nakajō, per la prima volta tra i primi tre all'arrivo.

## Classe 500

### Arrivati al traguardo
| Pos | Nº | Pilota               | Squadra                 | Motocicletta  | Giri | Tempo     | Griglia | Punti |
| --- | -- | -------------------- | ----------------------- | ------------- | ---- | --------- | ------- | ----- |
| 1   | 1  | Kevin Schwantz       | Lucky Strike Suzuki     | Suzuki        | 21   | 45:49.996 | 3       | 25    |
| 2   | 4  | Mick Doohan          | Honda Team HRC          | Honda         | 21   | +3.474    | 2       | 20    |
| 3   | 7  | Shin'ichi Itō        | Honda Team HRC          | Honda         | 21   | +7.989    | 6       | 16    |
| 4   | 5  | Luca Cadalora        | Marlboro Team Roberts   | Yamaha        | 21   | +28.016   | 1       | 13    |
| 5   | 6  | Alex Barros          | Lucky Strike Suzuki     | Suzuki        | 21   | +36.543   | 8       | 11    |
| 6   | 57 | Toshihiko Honma      | YRTR                    | Yamaha        | 21   | +37.325   | 4       | 10    |
| 7   | 8  | Àlex Crivillé        | Honda Team HRC          | Honda         | 21   | +41.947   | 10      | 9     |
| 8   | 17 | Alberto Puig         | Ducados Honda Pons      | Honda         | 21   | +54.765   | 5       | 8     |
| 9   | 11 | John Kocinski        | Cagiva Team Agostini    | Cagiva        | 21   | +59.380   | 9       | 7     |
| 10  | 10 | Doug Chandler        | Cagiva Team Agostini    | Cagiva        | 21   | +1:11.706 | 13      | 6     |
| 11  | 18 | Bernard Garcia       | Yamaha Motor France     | ROC Yamaha    | 21   | +1:29.838 | 16      | 5     |
| 12  | 15 | John Reynolds        | Padgett's Motorcycles   | Harris Yamaha | 21   | +1:35.410 | 14      | 4     |
| 13  | 14 | Jeremy McWilliams    | Millar Racing           | Yamaha        | 21   | +1:54.792 | 15      | 3     |
| 14  | 16 | Laurent Naveau       | Euro Team               | ROC Yamaha    | 21   | +1:58.497 | 18      | 2     |
| 15  | 12 | Juan López Mella     | Lopez Mella Racing      | ROC Yamaha    | 21   | +2:07.616 | 20      | 1     |
| 16  | 34 | Bruno Bonhuil        | MTD Objectif 500        | ROC Yamaha    | 21   | +2:10.228 | 23      |       |
| 17  | 19 | Sean Emmett          | Shell Harris Grand Prix | Harris Yamaha | 21   | +2:12.308 | 17      |       |
| 18  | 23 | Lucio Pedercini      | Team Pedercini          | ROC Yamaha    | 21   | +2:12.868 | 21      |       |
| 19  | 50 | Niall Mackenzie      | Slick 50 Team WCM       | ROC Yamaha    | 21   | +2:30.714 | 12      |       |
| 20  | 24 | Cristiano Migliorati | Team Pedercini          | ROC Yamaha    | 20   | +1 giro   | 27      |       |
| 21  | 51 | Jean Pierre Jeandat  | JPJ Racing              | ROC Yamaha    | 20   | +1 giro   | 19      |       |
| 22  | 44 | Marc Garcia          | DR Team Shark           | ROC Yamaha    | 20   | +1 giro   | 26      |       |
| 23  | 36 | Jean Foray           | Jean Foray Racing       | ROC Yamaha    | 20   | +1 giro   | 25      |       |
| 24  | 28 | Julián Miralles      | Team ROC                | ROC Yamaha    | 20   | +1 giro   | 22      |       |
| 25  | 27 | Bernard Haenggeli    | Haenggeli Racing        | ROC Yamaha    | 20   | +1 giro   | 24      |       |
| 26  | 29 | Andreas Leuthe       | Doppler Austria         | ROC Yamaha    | 20   | +1 giro   | 30      |       |
| 27  | 31 | Lothar Neukirchner   | Sachsen Racing          | Harris Yamaha | 20   | +1 giro   | 28      |       |
| 28  | 3  | Daryl Beattie        | Marlboro Team Roberts   | Yamaha        | 18   | +3 giri   | 11      |       |

### Ritirati
| Nº | Pilota          | Squadra                | Motocicletta  | Giri | Griglia |
| -- | --------------- | ---------------------- | ------------- | ---- | ------- |
| 56 | Norifumi Abe    | Mister Yumcha Blue Fox | Honda         | 18   | 7       |
| 21 | Cees Doorakkers | Team Doorakkers        | Harris Yamaha | 12   | 29      |

## Classe 250

### Arrivati al traguardo
| Pos | Nº | Pilota                    | Squadra                  | Motocicletta | Giri | Tempo     | Griglia | Punti |
| --- | -- | ------------------------- | ------------------------ | ------------ | ---- | --------- | ------- | ----- |
| 1   | 8  | Tadayuki Okada            | Kanemoto Honda           | Honda        | 19   | 42:28.242 | 3       | 25    |
| 2   | 2  | Loris Capirossi           | Marlboro Team Pileri     | Honda        | 19   | +0.128    | 2       | 20    |
| 3   | 56 | Tōru Ukawa                | HRC                      | Honda        | 19   | +0.314    | 6       | 16    |
| 4   | 4  | Max Biaggi                | Chesterfield Aprilia     | Aprilia      | 19   | +2.109    | 1       | 13    |
| 5   | 57 | Takuma Aoki               | Cup Noodle Honda         | Honda        | 19   | +3.841    | 7       | 11    |
| 6   | 5  | Doriano Romboni           | HB Racing Team Italy     | Honda        | 19   | +10.296   | 8       | 10    |
| 7   | 17 | Jean-Philippe Ruggia      | Chesterfield Aprilia     | Aprilia      | 19   | +15.659   | 4       | 9     |
| 8   | 11 | Nobuatsu Aoki             | Honda Rheos Jha Racing   | Honda        | 19   | +39.107   | 5       | 8     |
| 9   | 1  | Tetsuya Harada            | Yamaha Motor France      | Yamaha       | 19   | +49.757   | 10      | 7     |
| 10  | 15 | Luis d'Antín              | Repsol-Mx Onda-Pepsi     | Honda        | 19   | +50.760   | 11      | 6     |
| 11  | 22 | Jean-Michel Bayle         | Chesterfield Aprilia     | Aprilia      | 19   | +1:12.534 | 16      | 5     |
| 12  | 32 | Jurgen van den Goorbergh  | Team Forza La Moto       | Aprilia      | 19   | +1:21.583 | 15      | 4     |
| 13  | 16 | Patrick van den Goorbergh | Racing Team Vd Goorbergh | Aprilia      | 19   | +1:24.332 | 12      | 3     |
| 14  | 27 | Adi Stadler               | Veitinger Honda          | Honda        | 19   | +1:24.918 | 23      | 2     |
| 15  | 19 | Eskil Suter               | Mohag Aprilia            | Aprilia      | 19   | +1:43.592 | 20      | 1     |
| 16  | 38 | Luis Maurel               | Maurel Competicion       | Honda        | 19   | +1:43.783 | 22      |       |
| 17  | 13 | Frédéric Protat           | Tech 3                   | Honda        | 19   | +1:44.503 | 32      |       |
| 18  | 40 | Giuseppe Fiorillo         | Marlboro Team Pileri     | Honda        | 19   | +1:44.670 | 30      |       |
| 19  | 26 | Bernd Kassner             | Racing Team Munich       | Aprilia      | 19   | +2:00.651 | 25      |       |
| 20  | 37 | Noël Ferro                | Tech 3                   | Honda        | 19   | +2:18.631 | 26      |       |
| 21  | 6  | Andreas Preining          | Dolly Buster/Preining    | Aprilia      | 19   | +2:22.214 | 21      |       |
| 22  | 31 | Enrique de Juan           | Tecno Racing             | Aprilia      | 18   | +1 giro   | 29      |       |
| 23  | 33 | Kristian Kaas             | Kkn Racing               | Yamaha       | 18   | +1 giro   | 33      |       |

### Ritirati
| Nº | Pilota              | Squadra                 | Motocicletta | Giri | Griglia |
| -- | ------------------- | ----------------------- | ------------ | ---- | ------- |
| 23 | Carlos Checa        | Givi Racing             | Honda        | 14   | 18      |
| 28 | Ralf Waldmann       | HB Honda Germany        | Honda        | 6    | 9       |
| 39 | Alessandro Gramigni | Gramigni Gasss          | Aprilia      | 5    | 17      |
| 36 | Alan Patterson      | Team Cotoni             | Honda        | 5    | 31      |
| 34 | Christian Boudinot  | Promoto Sport           | Aprilia      | 3    | 27      |
| 30 | José Luis Cardoso   | Pr2                     | Aprilia      | 3    | 34      |
| 35 | Rodney Fee          | Team Cotoni             | Honda        | 1    | 28      |
| 12 | Wilco Zeelenberg    | Dc Racing               | Honda        | 0    | 14      |
| 20 | Adrian Bosshard     | Elf Honda Dealer Suisse | Honda        | 0    | 13      |
| 24 | Jim Filice          | Marlboro Team Rainey    | Yamaha       | 0    | 19      |
| 29 | Juan Bautista Borja | Team Hernandez          | Aprilia      | 0    | 24      |

## Classe 125

### Arrivati al traguardo
| Pos | Nº | Pilota            | Squadra                | Motocicletta | Giri | Tempo     | Griglia | Punti |
| --- | -- | ----------------- | ---------------------- | ------------ | ---- | --------- | ------- | ----- |
| 1   | 3  | Takeshi Tsujimura | FCC Technical Sports   | Honda        | 18   | 42:13.168 | 12      | 25    |
| 2   | 2  | Kazuto Sakata     | Semprucci-Krona        | Aprilia      | 18   | +0.670    | 2       | 20    |
| 3   | 28 | Hideyuki Nakajō   | Jha Racing             | Honda        | 18   | +13.352   | 5       | 16    |
| 4   | 10 | Peter Öttl        | Marlboro Aprilia Eckl  | Aprilia      | 18   | +15.923   | 4       | 13    |
| 5   | 6  | Akira Saitō       | Elf Team Kepla         | Honda        | 18   | +18.234   | 3       | 11    |
| 6   | 36 | Masaki Tokudome   | Racing Supply          | Honda        | 18   | +18.316   | 6       | 10    |
| 7   | 8  | Jorge Martínez    | Aspar Cepsa            | Yamaha       | 18   | +40.058   | 15      | 9     |
| 8   | 9  | Herri Torrontegui | Semprucci-Krona        | Aprilia      | 18   | +40.231   | 19      | 8     |
| 9   | 19 | Garry McCoy       | AGV-Attac Racing       | Aprilia      | 18   | +59.366   | 9       | 7     |
| 10  | 23 | Bruno Casanova    | Scot S.Patrignano      | Honda        | 18   | +59.724   | 22      | 6     |
| 11  | 35 | Loek Bodelier     | L.B. Zwafink Racing    | Honda        | 18   | +1:10.719 | 21      | 5     |
| 12  | 57 | Kunihiro Amano    | Ox Racing              | Honda        | 18   | +1:17.650 | 26      | 4     |
| 13  | 14 | Oliver Koch       | GP Team Ditter Plastic | Honda        | 18   | +1:21.302 | 16      | 3     |
| 14  | 30 | Manfred Geissler  | Marlboro Aprilia Eckl  | Aprilia      | 18   | +1:23.632 | 23      | 2     |
| 15  | 15 | Stefan Prein      | Energizer-Elf & Co     | Yamaha       | 18   | +1:24.256 | 24      | 1     |
| 16  | 26 | Emilio Alzamora   | Marlboro Team Pileri   | Honda        | 18   | +1:27.688 | 14      |       |
| 17  | 12 | Haruchika Aoki    | Moto Bum Honda         | Honda        | 18   | +1:33.790 | 18      |       |
| 18  | 11 | Fausto Gresini    | Scot S.Patrignano      | Honda        | 18   | +1:37.768 | 8       |       |
| 19  | 32 | Stefano Perugini  | Ipa Corse FMI Aprilia  | Aprilia      | 18   | +1:43.432 | 13      |       |
| 20  | 21 | Carlos Giró       | Ducados Aprilia        | Aprilia      | 18   | +1:43.972 | 27      |       |
| 21  | 29 | Gabriele Debbia   | Team Elit              | Aprilia      | 18   | +1:56.738 | 30      |       |
| 22  | 16 | Manfred Baumann   | Team Baumann           | Yamaha       | 18   | +2:05.170 | 33      |       |
| 23  | 37 | Frédéric Petit    | Yamaha Motor France    | Yamaha       | 18   | +2:05.290 | 31      |       |
| 24  | 18 | Masafumi Ono      | Unemoto & Harc Pro     | Honda        | 18   | +2:24.942 | 28      |       |

### Ritirati
| Nº | Pilota             | Squadra              | Motocicletta | Giri | Griglia |
| -- | ------------------ | -------------------- | ------------ | ---- | ------- |
| 5  | Noboru Ueda        | Givi Racing          | Honda        | 17   | 1       |
| 27 | Tomoko Igata       | FCC Technical Sports | Honda        | 14   | 10      |
| 56 | Hiroyuki Kikuchi   | Team Wheelie         | Honda        | 14   | 11      |
| 7  | Oliver Petrucciani | Marlboro Aprilia     | Aprilia      | 11   | 7       |
| 20 | Daniela Tognoli    | Marlboro Aprilia     | Aprilia      | 6    | 34      |
| 25 | Neil Hodgson       | Burnett Racing       | Honda        | 5    | 25      |
| 24 | Hans Spaan         | Arie Molenaar Racing | Honda        | 5    | 32      |
| 1  | Dirk Raudies       | HB Team Raudies      | Honda        | 4    | 17      |
| 22 | Lucio Cecchinello  | Givi Racing          | Honda        | 0    | 20      |
| 33 | Vittorio Lopez     | Marlboro Team Pileri | Honda        | 0    | 29      |